# Buslijn 20 (Haaglanden)
Buslijn 20 van HTM is een buslijn in de regio Haaglanden, in de Nederlandse provincie Zuid-Holland. Ook was het een stadslijn in Zoetermeer. 
In 1965 en 1966 werd het traject ook bereden met lijnnummer "20S", waarbij de "S" stond voor "Spitslijn". Deze versterking betrof een avondspitslijn.

## Route en dienstregeling
De lijn verbindt de wijk Duinzigt via de Waalsdorperweg, het HMC Bronovo, de wijk Benoordenhout, langs Malieveld met het eindpunt Station Den Haag Centraal.

## Geschiedenis

### 1955-1966
- 1 november 1955: De eerste instelling van lijn 20 vond plaats op het traject Spui/Kalvermarkt - Hengelolaan/Dedemsvaartweg. In het kader van de wijziging van alle Haagse buslijnaanduidingen van letters in cijfers werd dit het nieuwe lijnnummer van lijn E, die vanaf 1952 een busdienst had onderhouden op dit traject.
- 9 februari 1959: Het eindpunt in Morgenstond werd verlegd naar Hengelolaan/Beresteinlaan. Deze verlenging van de lijn was een direct gevolg van de massale woningbouw in Den Haag-zuidwest na de Tweede Wereldoorlog.
- 21 mei 1966: Lijn 20 werd opgeheven. In het kader van de tweede fase van het Plan Lehner werd lijn 20 gecombineerd met lijn 25 tot een nieuwe lijn 25.

### 1966-1998
- 30 oktober 1966: De tweede instelling van lijn 20 vond plaats op het traject Hollands Spoor - Binckhorst. Het betrof een hernummering van lijn 30 die dit traject sinds 1955 had bereden. Voor 1955 was dit buslijn W.
- 16 april 1967: Het eindpunt Hollands Spoor werd verlegd naar Turfmarkt. In 1971 werd het eindpunt weer teruggebracht naar het Hollands Spoor.
- 28 juni 1971: Lijn 20 werd gedurende de zomermaanden twee maanden stilgelegd.
- 29 augustus 1971: Bij de hervatting werd het eindpunt Binckhorst doorgetrokken naar Station Voorburg. Drie maanden later, op 5 december, werd deze wijziging teruggedraaid en werd het eindpunt Maanweg/Zonweg.
- 16 mei 1988: Het eindpunt in de Binckhorst ging wederom naar Station Voorburg.
- 23 augustus 1992: Lijn 20 werd opgeheven.
- 15 mei 1997: Er werd nog een poging gedaan de lijn levensvatbaar te krijgen, weer op het traject Hollands Spoor - Station Voorburg. In 1997 was het echter definitief afgelopen voor lijn 20 op dit traject.

### 2002-2007
- 15 december 2002: De derde instelling van lijn 20 vond plaats op het traject Hollands Spoor - Station Laan van Nieuw Oost Indië, als een spitslijn.

### 2007-2011

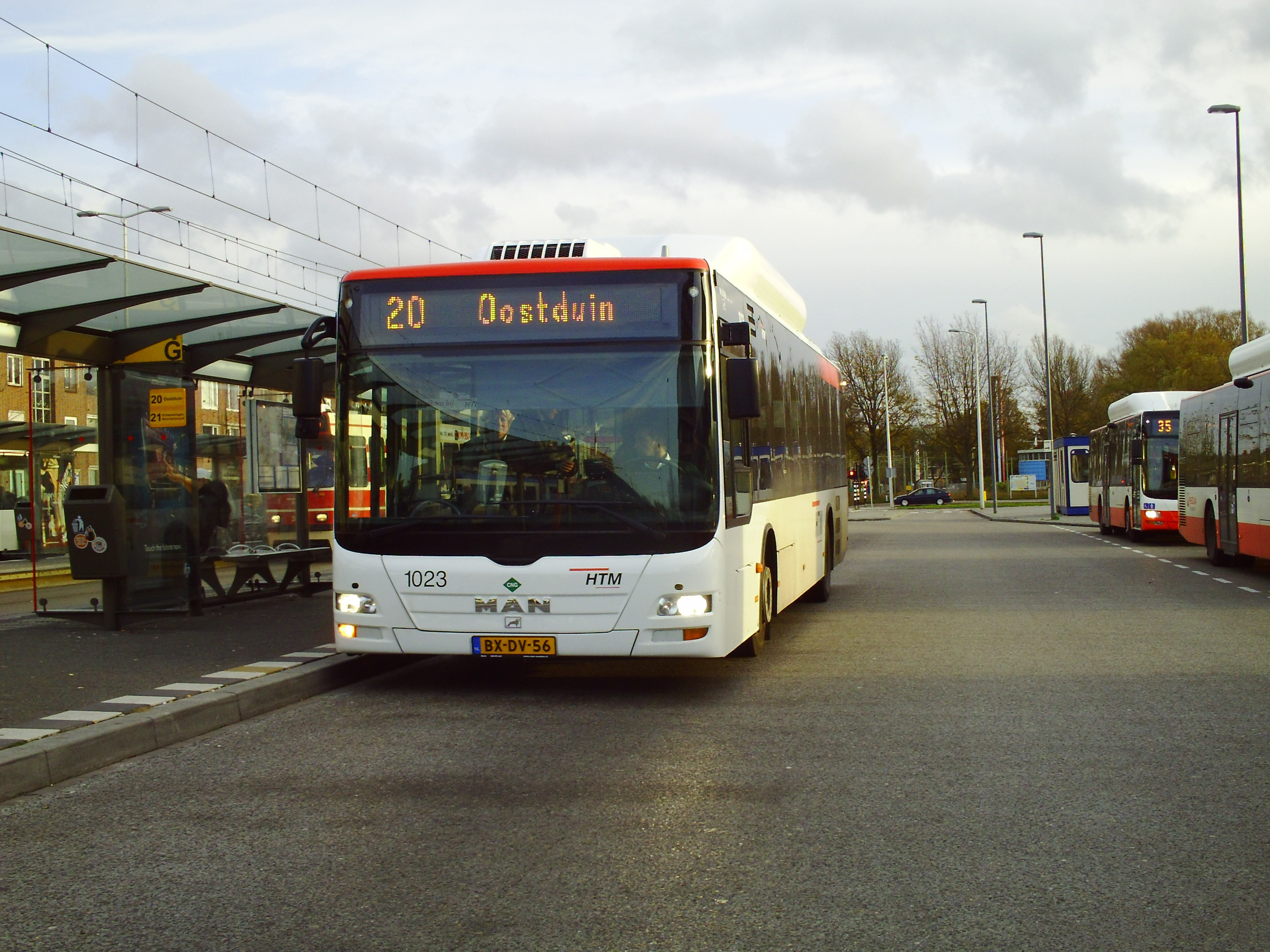
MAN Lion City 1023 op lijn 20 in 2009

- 27 april 2008: De vierde instelling van lijn 20 vond plaats op het traject Jozef Israëlsplein - Leyenburg. Het betrof een hernummering van lijn 13 die dit traject sinds 1967 had bereden. Deze wijziging had mede te maken met het streven de nummering van bus- en tramlijnen doorzichtiger te maken: de lagere nummers werden bestemd voor de tramlijnen en de hogere voor de buslijnen.
- 13 december 2009: Lijn 20 werd verlengd naar het Erasmus Veld. Dit vanwege het verzoek van de bewoners in deze buurt om weer daar een bus te laten rijden.
- 12 december 2011: Als gevolg van de bezuinigingen op het openbaar vervoer in de stadsregio Haaglanden werd lijn 20 per 12 december 2011 opgeheven. Beweegredenen waren dat lijn 20 een grote overlapping had met andere lijnen en buiten de spitsuren een lage bezetting had. Passagiers werden (met overstappen) verwezen naar de buslijnen 21, 22, 24, 25, 26, 27, 28 en streekbus 37 die alle een deel van het traject van lijn 20 bereden.

### 2018-heden
- 9 december 2018: De vijfde instelling van lijn 20 vond plaats op het traject Station Den Haag Centraal - Duinzigt. Deze lijn nam een deel van de oude lijn 22 over.
- 15 december 2019: De nieuwe busconcessie "Haaglanden Stad" ging vanaf dat moment in voor de periode 2019 - 2034. Daarnaast werd het vervoersbedrijf HTMbuzz na zeven jaar weer veranderd naar HTM.
- 12 oktober 2020: Bij wijze van een pilot werd tot 11 januari 2021 de helft van het aantal ritten overgenomen door lijn 30. Deze lijn volgde grotendeels dezelfde route als lijn 20, maar reed via Clingendael.

### Zoetermeer
Vanaf 1990 kreeg Zoetermeer stadsbuslijnen. Tussen 1990 & 2000 was streekbuslijn 20 als stadslijn actief tussen Zoetermeer Centrum-West en Noordhove. Dit was een eenrichtingsringlijn, linksom; lijn 21 reed in de andere richting.

## Trivia
Tussen 1928 en 1948 had de HTM tramlijn 20, die reed tussen de Grote Kerk en de Pioenweg. In 1948 vernummerd in lijn 2; in 1963 opgeheven.